# 오타니촌 (와카야마현)
오타니촌(大谷村)은 와카야마현 이토군에 있던 촌이다. 현재의 가쓰라기정 북부에 해당한다.

## 역사
- 1889년 4월 1일 - 정촌제 시행에 의해 4촌의 구역을 가지고 가세다촌 성립하였다.
- 1955년 3월 31일 - 가세다정, 시고촌과 합병해 이토정이 성립하여, 동일 오타니촌은 폐지되었다.

## 교통

### 철도
- 일본국유철도
  - 와카야마선

### 도로
- 국도 제24호선

## 참고문헌
- 角川日本地名大辞典 30 和歌山県